# かと*ふく
かと＊ふくは、加藤英美里と福原香織による日本の女性声優ユニット。所属レーベルはDIVE II entertainment。

## 概要
加藤と福原が面識を持つきっかけとなったのは、テレビアニメ『らき☆すた』であるが、後にBSフジで放送の『アドリブアニメ研究所』で揃ってMCを担当し、その主題歌を歌うことからユニットが結成される運びとなった。
2016年8月19日深夜放送のDIVE II youでかと*ふく終了と9月10日に公開録音とラストLIVEを行うことを発表した。
2022年9月26日、ラストライブから約6年ぶりにユニットを再始動すると発表。OPENREC.tvの特番を経て、2023年1月22日にラストライブが開催された。

## メンバー
| 名前       | 愛称     | 生年月日       | 出身地 | イメージカラー |
| ---------- | -------- | -------------- | ------ | -------------- |
| 加藤英美里 | えみりん | 1983年11月26日 | 東京都 | ピンク         |
| 福原香織   | かおりん | 1986年8月11日  | 千葉県 | 青             |

イメージカラーは、『アドリブアニメ研究所』において二人が演じていたキャラクター（加藤：雷夏、福原：風華）から決められた。

## ディスコグラフィ

### シングル
|        | 発売日         | タイトル            | 規格品番     | 規格品番   | 最高位 |
| CD+DVD | 発売日         | タイトル            | CD           |            |        |
| ------ | -------------- | ------------------- | ------------ | ---------- | ------ |
| 1st    | 2012年2月8日   | あっぱれ!瞬間積極剤 | AVCA-49117   |            | 98位   |
| 2nd    | 2012年2月8日   | WONDERFULER         | AVCA-49116   | 103位      |        |
| 3rd    | 2014年11月19日 | You Gotta Love Me!  | EYCA-10075/B | EYCA-10076 | 47位   |

### アルバム
|        | 発売日         | タイトル                                      | 規格品番   | 規格品番   | 最高位 |
| CD+DVD | 発売日         | タイトル                                      | CD         |            |        |
| ------ | -------------- | --------------------------------------------- | ---------- | ---------- | ------ |
| 1st    | 2012年12月26日 | やぁ(^-^)/                                    | AVCA-49956 | AVCA-49957 | 85位   |
| 2nd    | 2014年1月29日  | with                                          | AVCA-74121 | AVCA-74122 | 54位   |
| 3rd    | 2015年11月25日 | Wonder Tale〜スマイルとハピネスと不思議な本〜 |            | EYCA-10650 | 148位  |

### タイアップ
| 楽曲                  | タイアップ                                                               | 時期   |
| --------------------- | ------------------------------------------------------------------------ | ------ |
| あっぱれ!瞬間積極剤   | テレビ『アドリブアニメ研究所』オープニング主題歌                         | 2012年 |
| WONDERFULER           | テレビ『アドリブアニメ研究所』エンディング主題歌                         | 2012年 |
| 0グラヴィティーアワー | ラジオ『Super a-hour DIVE II you』オープニング主題歌                     | 2012年 |
| 人生Happy Happy論     | テレビ『ヴォイス・アカデミア』オープニング主題歌                         | 2013年 |
| パラボリカ            | ブラウザゲーム『空賊戦記 SORA』テーマソング                              | 2013年 |
| ノスタルジア          | テレビアニメ『最強銀河 究極ゼロ 〜バトルスピリッツ〜』エンディング主題歌 | 2013年 |
| You Gotta Love Me!    | テレビアニメ『異能バトルは日常系のなかで』エンディングテーマ             | 2014年 |

## 出演

### テレビ
- アドリブアニメ研究所（BSフジ、2011年10月15日 - 2013年3月30日）
- ヴォイス・アカデミア（BSフジ、2013年4月7日 - 2014年3月30日（全26回））

### ラジオ
- Super a-hour DIVE II you（文化放送、2012年9月28日 - 2016年9月）

### ライブ・主なイベント
「アドリブアニメ研究所」関連は該当項を参照。
| 公演年 | 形態             | タイトル                                                                       | 公演日・会場                                                                        |
| ------ | ---------------- | ------------------------------------------------------------------------------ | ----------------------------------------------------------------------------------- |
| 2012年 | ゲスト出演       | ミュ〜コミ+プラス presents アニメ紅白歌合戦 Vol.2                              | 全1公演：12月16日 国立代々木競技場 第一体育館（東京都）                             |
| 2013年 | 単発ライブ       | かと＊ふく 1st LIVE やぁ (^-^)/                                                | 全2公演：1月27日 原宿アストロホール（東京都）                                       |
| 2014年 | ゲスト出演       | Milk Lariat Special2（Vol.6S）                                                 | 全1公演：2月16日 Zepp DiverCity Tokyo（東京都）                                     |
| 2014年 | 単発ライブ       | かと＊ふく 2nd LIVE with                                                       | 全1公演：4月27日 ステラボール（東京都）                                             |
| 2014年 | ジョイントライブ | かと*ふく & smileY inc. スペシャルイベント 〜smileY inc.なかとにはふく来たる〜 | 全2公演：10月26日 ニューピアホール（東京都）                                        |
| 2014年 | ゲスト出演       | アニ×ワラ 2014 WINTER                                                          | 全1公演：11月9日 新宿BLAZE（東京都）                                                |
| 2014年 | ゲスト出演       | Milk Lariat Vol.7                                                              | 全1公演：12月7日 STUDIO PARTITA（大阪府）                                           |
| 2014年 | ゲスト出演       | アニメJAM 2014                                                                 | 全1公演：12月14日 幕張メッセ国際展示ホール5（千葉県）                               |
| 2015年 | ゲスト出演       | Milk Lariat Special3（Vol.7S）                                                 | 全1公演：2月7日 ディファ有明（東京都）                                              |
| 2015年 | ゲスト出演       | BLAZING SONIC 2015                                                             | 全1公演：5月4日 Zepp Tokyo（東京都）                                                |
| 2015年 | ゲスト出演       | GA文庫10周年アニバーサリーフェスタ！                                           | 全2公演：5月10日 神奈川県民ホール（神奈川県）                                       |
| 2015年 | トークイベント   | かと＊ふく大体3周年記念のトークイベント「カトフーーーーーーク!」               | 全1公演：6月1日 新宿ロフトプラスワン（東京都）                                      |
| 2015年 | ゲスト出演       | アニ×ワラ 2015 WINTER                                                          | 全1公演：12月26日 よみうりホール（東京都）                                          |
| 2015年 | ゲスト出演       | Milk Lariat Vol.8 TOKYO                                                        | 全1公演：12月27日 Zepp DiverCity Tokyo（東京都）                                    |
| 2016年 | 単発ライブ       | Kato*Fuku 3rd LIVE Wonder Tale〜スマイルとハピネスと不思議な本〜               | 全1公演（2部構成）：2月28日 かつしかシンフォニーヒルズ モーツァルトホール（東京都） |
| 2016年 | 単発ライブ       | かと＊ふく ラストLIVE「じゃあ\(^0^)/」〜DIVE Ⅱ you公録もあるよ〜               | 全1公演：9月10日 文化放送メディアプラスホール（東京都）                             |
| 2019年 | 単発イベント     | かと＊ふくといっしょにあれこれ♡きっず／あだると                                | 全1公演（2部構成）：2月3日 東京カルチャーカルチャー（東京都）                       |
| 2023年 | 単発ライブ       | かと＊ふくラストライブ 〜わいわいアワー〜／〜のりのりナイト〜                  | 昼・夜2公演：1月22日 浅草花劇場（東京都）                                           |